# Vías Aéreas Manabitas (VIAMA)
Vías Aéreas Manabitas (VIAMA) era un pequeño operador ecuatoriano de taxis aéreos radicados en el Aeropuerto Reales Tamarindos de Portoviejo, provincia de Manabí. El servicio de aerotaxi fue fundado en 1977 y finalizó sus operaciones en 1991.
Sin embargo, la empresa reinició operaciones en 1994 con vuelos de carga con un Boeing 707-330C, matriculado HC-BTB (que luego sirvió en AECA). Finalmente, sus operaciones terminaron en 1995, cerrando la empresa en 1998.

## Flota histórica
| Aeronaves       | Total | Introducido | Retirado | Matrícula |
| --------------- | ----- | ----------- | -------- | --------- |
| Boeing 707-330C | 1     | 1994        | 1995     | HC-BTB    |